# Hippoporina teresae
Hippoporina teresae is een mosdiertjessoort uit de familie van de Bitectiporidae. De wetenschappelijke naam van de soort is voor het eerst geldig gepubliceerd in 2010 door Souto, Reverter-Gil & Fernández-Pulpeiro.